# Amröjskolan
Amröjskolan (AmröjS) är ett försvarsmaktsgemensamt skolförband inom Försvarsmakten som verkat i olika former åren sedan 1988. Förbandsledningen är förlagd i Eksjö garnison i Eksjö.

## Historik
Amröjskolan bildades 1988 under namnet Arméns ammunitionsröjningsskola och ingick som en del i Göta ingenjörregemente (Ing 2). Inför försvarsutredning 1988 föreslog försvarskommittén att truppslagsinspektörerna med truppslagsavdelningar vid Arméstaben skulle sammanslås med arméns strids- och skjutskolor samt övriga truppslagsskolor, vilka bildade så kallade truppslagscentrum. Denna omstrukturering resulterade i att arméns skolor avvecklades som självständiga enheter och att och de nyuppsatta truppslagscentren från den 1 juli 1991 övertog ansvaret över utbildningen vid skolorna.
Arméns fältarbetscentrum (FarbC) bildades den 1 juli 1991 av Arméstabens ingenjöravdelning (Ast/Ing) samt Arméns fältarbetsskola. Den 1 juli 1992 kom även Arméns ammunitionsröjningsskola (AmröjS) och ingenjörsdelen ur Artilleri- och ingenjörofficershögskolan (AIHS) att tillföras till Arméns fältarbetscentrum (FarbC).
Genom försvarsbeslutet 1996 kom arméns samtliga truppslagscentra att avvecklas i och med den 31 december 1997. Detta ledde till att Arméns fältarbetscentrum avvecklades som enhet och Arméns ammunitionsröjningsskola kom istället inordnas från den 1 januari 1998 som en del i Totalförsvarets ammunitions- och minröjningscentrum (SWEDEC). Skolan antog därmed namnet Amröjskolan.

## Verksamhet
Skolan har bland annat i uppgift att genomföra nationella samt internationella kurser. Skolan stödjer och utbildar personal inom Försvarsmakten och Polismyndigheten. Skolan ansvarar även för röjning av svenska skjutfält, samt röjning av biologisk och kemisk ammunition.

## Förbandschefer
- 1988–20xx: ???

## Namn, beteckning och förläggningsort
| Arméns ammunitionsröjningsskola | 1988-??-?? | – | 1997-12-31 |
| Amröjskolan                     | 1998-01-01 | – |            |

| AmröjS | 1988-??-?? | – |  |

| Eksjö garnison (F) | 1988-??-?? | – |  |